# Bachia didactyla
Espèce
Bachia didactyla est une espèce de sauriens de la famille des Gymnophthalmidae.

## Répartition
Cette espèce est endémique du Brésil. Elle se rencontre dans le Cerrado au Mato Grosso et au Rondônia.

## Publication originale
- De Freitas, Strüssmann, De Carvalho, Kawashita & Mott, 2011 : A new species of Bachia Gray, 1845 (Squamata: Gymnophthalmidae) from the Cerrado of Midwestern Brazil. Zootaxa, no 2737, p. 61–68 (texte intégral).